# Fabio Rovazzi
Fabio Rovazzi (Milão, 18 de janeiro de 1994) é um rapper e actor italiano.
Em 2016, lançou o single "Andiamo a comandare", que tornou-se um hit de verão no topo da parada de singles da Itália e obteve o seu primeiro disco de ouro apenas pelo streaming na Itália, depois da mudança de regras para o seu reconhecimento. Em seguida, chegou a um quarto disco de platina.

## Discografia

### Singles
| Ano  | Título                   | Classificação | Certificação      | Álbum |
| Ano  | Título                   | ITA           | Certificação      | Álbum |
| ---- | ------------------------ | ------------- | ----------------- | ----- |
| 2016 | Andiamo a comandare      | 1             | - ITA: 5x Platina | —     |
| 2016 | Tutto molto interessante | 1             | - ITA: 4x Platina | —     |
| 2017 | Solo se ci sei te        | 4             | - ITA: 1x Oro     |       |
| 2017 | Volare                   | 1             | - ITA: 3x Platina |       |
| 2018 | Faccio Quello che Voglio | 2             | - ITA: 2x Platina | —     |

## Filmografia
| Ano  | Título      | Classificação | Certificação | Álbum |
| Ano  | Título      | ITA           | Certificação | Álbum |
| ---- | ----------- | ------------- | ------------ | ----- |
| 2018 | Il vegetale | 1             |              | —     |